# Villaverde (distrito)
Villaverde é um distrito da cidade espanhola de Madrid. Tem uma superfície de 20,29 km² e conta com 126.802 habitantes. Villaverde é na origem uma antiga população, criada na Idade Média, e foi município independente até 1954. Neste ano foi incorporado em Madrid, o último dos treze municípios que o governo de Francisco Franco anexou à capital com o objetivo de fazer dela uma grande metrópoles.

## Bairros
Este distrito está dividido em cinco bairros:

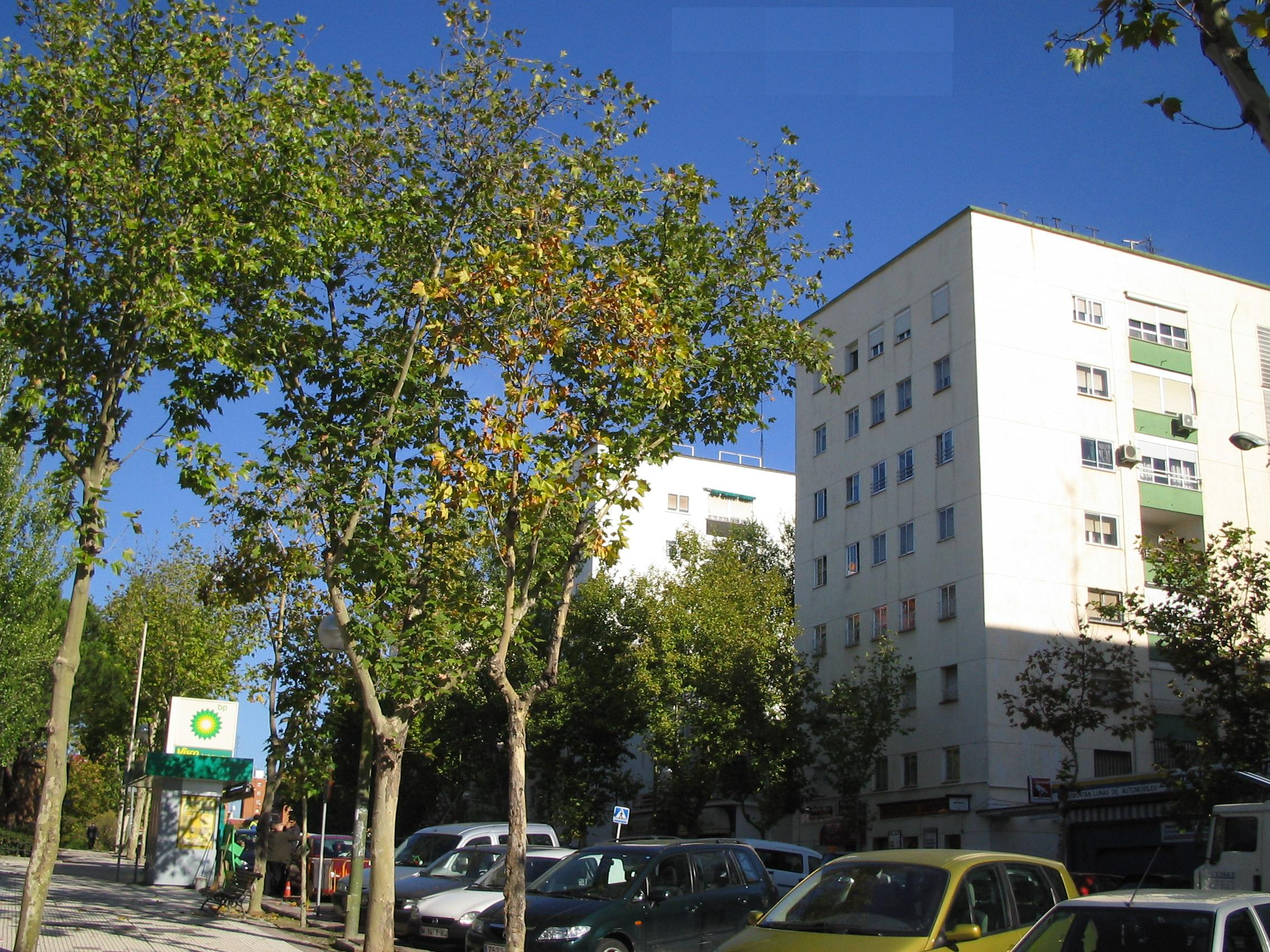
Los Ángeles (Madrid)

- Butarque
- Los Ángeles
- Los Rosales
- San Andrés
- San Cristóbal

## Património
- Centro de inovação La Nave (antiga fábrica Boetticher)
- Plaza Mayor de Villaverde
- Ponte das Cores
- Igreja Nossa Senhora dos Desamparados